# Gry Forssell
Gry Charlotta Kossek Forssell, ursprungligen enbart Gry Herminge, född 16 februari 1973  i Växjö, är en svensk programledare. Hon började på SVT och har senare återkommande programlett olika underhållningsprogram i TV4. Sedan 2004 är hon aktiv som radiopratare.

## Biografi
Forssell är uppvuxen i Luleå. Hon gick barn- och ungdomslinjen på gymnasiet.
Efter gymnasiet blev hon programledare på Sveriges Televisions ungdomsredaktion i Växjö, tillsammans med Pernilla Månsson och Per Dahlberg, och gjorde program som PM och Pickup. Hon var även med som skådespelare i ett avsnitt av Ronny och Ragge, där hon spelade "Bettan" som står i Byhålas korvkiosk.
Efter det har hon gjort program som Filmguiden (TV1000), travprogrammen Vinnare med V75 och På plats (TV4), gjort Sommartoppen i Sveriges Radio P3 1994–1999 och livsstilsprogrammet Silikon tillsammans med Ulrika Eriksson (1998–2001). Hon har även medverkat i en affischkampanj samt en tv-kampanj för Comviq.
År 2004 började Forssell som radiopratare hos Mix Megapol. Hon leder morgonshowen Gry Forssell med vänner (tidigare Äntligen morgon) tillsammans med Jakob Öqvist och Karolina Widerström (tidigare Anders Timell, Malin Stenbäck, Claes Åkeson och Adam Alsing). Morgonshowen fick Radioakademins pris för "Årets morgonshow" 2005 och återigen 2008.
Mellan 2006 och 2019 var Forssell under somrarna programledare för Sommarkrysset. Det var inte självklart att en ung kvinna skulle väljas till ensam programledare för ett stort underhållningsprogram, när TV4 2006 tog över programmet efter SVT som startat konceptet året innan.
Forssell och Alsing ledde under våren 2007 frågesportprogrammet Pokerfejs på TV4. 2008 ledde Forssell musikprogrammet Körslaget på TV4, och programmet fortsatte sedan fram till 2013 under sammanlagt sju säsonger. Mellan 2011 och 2018 ledde hon även TV4:s Gladiatorerna.
Under hösten 2014 startade hon podden Hemma hos Gry tillsammans med sin man Alexander Kossek och Malin Stenbäck. Första säsongen innehåller 16 knappt timslånga intervjuer med olika kända personer samt ett pilotavsnitt där David Hellenius gästade. Under våren 2015 startade fortsättningen av podden.
Säsongerna 2023/24 samt 2024/25 medverkade Forssell i På spåret tillsammans med Jonas Rhodiner.

### Familj
Gry Forssell är dotter till journalisten Ragnhild Herminge (född 1953) och artisten Tomas Forssell, brorsdotter till Johannes Brost samt kusin med artisten och låtskrivaren Cazzi Opeia. Hennes farfar var författaren Sven Forssell. Hon är gift med Alex Kossek och har två barn. Se vidare Forsell (släkter).

## Radio- och TV-program (urval)
- Byhåla 2, SVT, 1992
- PM, SVT, 1992-1993
- Pickup, SVT, 1993
- Filmguiden, TV1000, 1995
- På plats, TV4, 1995
- Sommartoppen, Sveriges Radio P3, 1995-2000
- Äventyr, SVT, 1997
- Silikon, TV3, 1998-2001
- Jakten på ökenguldet (tävlande), TV3, 1999
- Fångarna på fortet, TV3, 1999-2000
- Vilda djur, TV3, 2001
- Harem, TV3, 2002
- Prestanda, TV3, 2003
- Izabellas bröllop, TV3, 2004
- Morgonradioshowen Äntligen morgon, Mix Megapol, 2004-
- Pokermiljonen, TV4, 2005
- Rampfeber, TV4, 2006
- Sommarkrysset, TV4, 2006–08, 2010–
- Högsta domstolen, SVT, 2006 (gäst)
- Vinterkrysset, TV4, 2006
- Pokerfejs, TV4, 2007
- Grammisgalan, TV4, 2008-2009
- Körslaget TV4, 2008-2013
- Fyra bröllop TV4, 2011
- Big Brother TV11, 2011-2012
- Gladiatorerna TV4, 2011-
- O, Helga Natt TV4, 2014
- Sveriges Bästa TV4, 2018-2019